# Synclisis baetica
Synclisis baetica är en insektsart som först beskrevs av Jules Pièrre Rambur 1842.  Synclisis baetica ingår i släktet Synclisis och familjen myrlejonsländor. Inga underarter finns listade i Catalogue of Life.